# Der Pfarrer und das Mädchen
Der Pfarrer und das Mädchen ist der Titel eines deutschen Fernsehfilms von Maris Pfeiffer aus dem Jahre 2015, der am 3. April 2015 im Fernsehen auf dem Sender ZDF erstausgestrahlt wurde.

## Handlung
Der katholische Pfarrer Thomas Seelow war viele Jahre in Ghana als Missionar tätig. Er kommt nach Berlin zurück, wo er im Stadtteil Wedding die heruntergekommene Gemeinde St. Paulus übernimmt. Der frühere Pfarrer war aus dem Kirchendienst ausgeschieden, um zu heiraten. Pfarrer Thomas ist in diesem Stadtteil aufgewachsen und hat dort seine Jugend verbracht. Als Pfarrer Thomas am späten Abend seines Antrittstages vor der Kirche ankommt, findet er diese verschlossen vor. Es gelingt ihm jedoch, mit einem Draht die Türe zu öffnen. In der Kirche findet er die 15-jährige Tessa Nowak vor, die dort heimlich übernachtet. Es kommt zu einem Streit zwischen Pfarrer Thomas und dem Mädchen, das offenbar etwas zu verbergen hat. Tessa ist unglücklich und verzweifelt. Sie ist ungewollt schwanger und ein durchgeführter Schwangerschaftstest hat ihre Befürchtung auch bestätigt. Tessa ist die Tochter der Polin Agnieszka Nowak, die sich mit mehreren Jobs, u. a. als Haushälterin in der Kirchengemeinde St. Joseph, finanziell über Wasser hält. 
Am nächsten Tag kommt es zu einem Wiedersehen mit seinem alten Freund Max Polke. Max Polke, der „Pate vom Kiez“, ist mittlerweile als Inhaber einer Reinigungs- und Sicherheitsfirma ein reicher Mann geworden; er betätigt sich als finanzieller Sponsor an sozialen Brennpunkten. Er ist mit Nora verheiratet, die früher drei Semester Kunstgeschichte studierte, und die er machohaft als „Zuckerpuppe“ bezeichnet. Er will seinen Freund Pfarrer Thomas durch die Bereitstellung von Geldmitteln auch bei der Renovierung der Kirche finanziell unterstützen. Thomas und Polke verbindet aus ihrer Jugendzeit ein Geheimnis und eine schicksalshafte Verbindung. Thomas hatte einst im betrunkenen Zustand an einer Kreuzung ein junges Mädchen überfahren; damals nahm sein bester Kumpel Max Polke die Schuld auf sich und ging für ihn ins Gefängnis. Thomas wird weiterhin von seiner Schuld geplagt. Er will Vergebung vom Vater des toten Mädchens. Dieser ist jedoch mittlerweile an Alzheimer erkrankt und kann sich an seine Tochter überhaupt nicht mehr erinnern.
Pfarrer Thomas gelingt es schließlich, ein Vertrauensverhältnis zu Tessa aufzubauen. Sie erzählt ihm auch, dass sie schwanger ist. Ihre Mutter lehnt als Katholikin aus religiösen Gründen eine Abtreibung ab. Thomas‘ Jugendfreundin Doreen, eine attraktiv gebliebene Frisörin in den besten Jahren, die mit 17 Jahren selbst eine Abtreibung vornahm, rät dagegen zur Abtreibung. Als Katholik und Pfarrer lehnt Thomas natürlich die Abtreibung ab, muss sich jedoch mit einer ganz neuen Entwicklung auseinandersetzen. Tessas Schwangerschaft ist die Folge einer Vergewaltigung; sie wurde auf einer Party im Jugendclub „Raw“, bei der auch die Jugendlichen Ben und Mo dabei waren, von Max Polkes Sohn Robin vergewaltigt. Thomas ermutigt Tessa, sich der Situation zu stellen und den Vergewaltiger anzuzeigen, auch wenn es sich um den Sohn seines alten Freundes Max Polke handelt. Max Polke kündigt Pfarrer Thomas daraufhin die Freundschaft auf und zieht auch die bereits zugesagten Mittel zur Renovierung der Kirche zurück.
Tessa will sich aus Verzweiflung schließlich das Leben nehmen und vom Dach springen, aber es gelingt Pfarrer Thomas, sie vom Suizid abzuhalten. Tessa entschließt sich, zur Polizei zu gehen und Robin anzuzeigen. Max Polke fordert von Pfarrer Thomas, die Anzeige zu verhindern und droht ihm mit der Vernichtung seiner beruflichen Existenz. Ben, der heimlich in Tessa verliebt ist, bietet ihr an, das Kind gemeinsam mit ihr großzuziehen. Aber Tessa entscheidet, dass es jetzt für sie für ein Kind noch zu früh sei. 
Pfarrer Thomas kann die Gemeindemitglieder mobilisieren. Durch Spenden und eigene handwerkliche Mitarbeit wird die Kirche in Eigenregie renoviert. Der Verkauf der Immobilie kann somit verhindert werden. Dies muss schließlich auch Herr Opitz, der für die Verwaltung der Immobilien zuständige Beamte des Erzbischofs erkennen. Pfarrer Thomas ist am Ziel seines Weges angekommen.

## Produktionsnotizen
Der Fernsehfilm Der Pfarrer und das Mädchen wurde im November/Dezember 2013 in Berlin und Umgebung gedreht. Gedreht wurde u. a. auch in der „Residenz Zehlendorf“ in Berlin-Zehlendorf. Produzentin war die Ufa-Fiction GmbH in Berlin, im Auftrag des ZDF.
Der Pfarrer und das Mädchen wurde bei der Erstausstrahlung von 3,77 Millionen Zuschauern gesehen; dies entspricht einem Marktanteil von 12,1 Prozent.

## Kritik
Der Medienhistoriker, Journalist und Buchautor Harald Keller bezeichnete auf der Webseite tittelbach.tv den Film Der Pfarrer und das Mädchen als „durchsichtig konstruiertes Feiertagsmelodram um einen Glaubensmann – aber bar jeder Glaubwürdigkeit“. Er schrieb: „Die Konflikte wirken aufgesetzt, das Milieu herbeizitiert. Keinem der erwachsenen Schauspieler nimmt man seine Rolle ab – man sieht keinen Pfarrer, sondern Rainer Hunold, wie er einen Pfarrer spielt. [....] Die mangelnde Stimmigkeit äußert sich übrigens auch im Umgang mit der Sprache. Ein katholischer Theologe jenseits der Sechzig wird keine dümmlichen Synchronesisch-Phrasen wie „Willst du reden?“ verwenden. Und wenn doch, sollte er umgehend in ein Schweigekloster verbannt werden.“